# Ⱥ
Ⱥ和ⱥ（加刪節線的A）是北方海峽薩利希語用到的一個字母。
Ⱥ的外形類似丹麥、挪威常用到的字母Ø（Ø加上一條斜線），此字母用來代替雙字母aa，其發音為/o/。.

## 字符编码
| 字符编码 | Unicode |
| -------- | ------- |
| 大写 Ⱥ   | U+023A  |
| 小写 ⱥ   | U+2C65  |